# Episodi di In the Dark (quarta stagione)
La  quarta  e ultima stagione della serie televisiva In the dark, composta da 13 episodi,
è stata trasmessa in prima visione assoluta negli Stati Uniti d'America sul canale The CW dal 6 giugno al 5 settembre 2022.
In Italia, la quarta stagione è stata trasmessa in prima visione assoluta su Rai 4 dal 28 aprile all' 8 maggio 2023.
| n° | Titolo originale                   | Titolo italiano                       | Prima Tv USA     | Prima Tv Italia |
| -- | ---------------------------------- | ------------------------------------- | ---------------- | --------------- |
| 1  | Bail's in Your Court               | La mai udienza per la cauzione        | 6 Giugno 2022    | 28 aprile 2023  |
| 2  | No Cane Do                         | Niente bastone                        | 13 Giugno 2022   | 1 maggio 2023   |
| 3  | If Books Could Kill                | Se i libri potessero uccidere         | 20 Giugno 2022   | 1 maggio 2023   |
| 4  | Hard Pill to Swallow               | Una pasticca difficle da ingoiare     | 27 Giugno 2022   | 2 maggio 2023   |
| 5  | The Trial of Murphy Mason Part One | Il processo di Murphy Mason - Parte 1 | 11 Luglio 2022   | 2 maggio 2023   |
| 6  | The Trial of Murphy Mason Part Two | Il processo di Murphy Mason - Parte 2 | 18 Luglio 2022   | 3 maggio 2023   |
| 7  | C.I. Was Right                     | L'informatore aveva ragione           | 25 Luglio 2022   | 3 maggio 2023   |
| 8  | Tequila Mockingbird                | Tequila Mockingbird                   | 1 Agosto 2022    | 4 maggio 2023   |
| 9  | Center of Gravity                  | Centro di gravità                     | 8 Agosto 2022    | 4 maggio 2023   |
| 10 | No Time To Spare                   | Non c'è tempo da perdere              | 15 Agosto 2022   | 5 maggio 2023   |
| 11 | The Deep End                       | Sul fondo                             | 22 Agosto 2022   | 5 maggio 2023   |
| 12 | Going Up                           | L'ascesa                              | 29 Agosto 2022   | 8 maggio 2023   |
| 13 | Please Shine down on me            | Risplendi su di me                    | 5 Settembre 2022 | 8 maggio 2023   |